# 吳玘
吳玘（1424年—？），字仲玉，直隸松江府華亭縣（今上海市松江區）人，民籍，明朝政治人物。景泰甲戌進士。官至順天府府尹。

## 生平
正統十二年丁卯科應天府鄉試第四十五名。景泰五年（1454年）甲戌科會試第二百十名，殿試登進士第三甲第一百四十四名。成化末官至順天府府尹。弘治元年（1488年），給事中宋琮、御史俞俊等參劾諸官，吳玘等以「老懦無為」致仕。

## 家族
曾祖吳仲文。祖父吳俸，曾任知縣。父吳甫。